# Phoeniculus purpureus
La abubilla arbórea verde (Phoeniculus purpureus) es una especie de ave bucerotiforme de la familia Phoeniculidae.

## Descripción
Es un ave grande, que mide hasta 44 cm de largo, nativa de África. Su plumaje es de color verde metalizado oscuro, con dorso púrpura y una larga cola púrpura en forma de diamante. Es fácilmente identificable por las marcas blancas que posee en las alas y las marcas en forma de V que posee en los laterales de su cola, lo mismo que por su largo, fino pico curvado color rojo. Ambos sexos son similares, pero los ejemplares inmaduros poseen un pico negro.

## Distribución y hábitat
La abubilla-arbórea verde es un residente reproductor de los bosques, zonas de arbustos y jardines suburbanos de gran parte de África al sur del Sáhara. 

## Comportamiento
Se lo encuentra en grupos de hasta unos 10 individuos donde solo una pareja se reproduce. La hembra pone de dos a cuatro huevos azules en el agujero natural de un árbol o un nido viejo de un barbudo y los incuba durante 18 días. Al romper el cascarón la hembra y los pichones son alimentados por el resto del grupo, aun luego que han adquirido la capacidad de volar y dejan el agujero del nido. El grupo no muestra miedo en defender a los pichones de los intrusos. Esta especie es parasitada por el indicador grande y el indicador menor.
La abubilla arbórea verde es una especie que se alimenta de insectos. Se alimenta principalmente sobre el terreno, montículos de termitas, o en troncos de árboles, y forman bandadas fuera de la época de reproducción. Sus garfios especializados le permiten agarrase con facilidad en la zona inferior de ramas mientras inspecciona la corteza en búsqueda de insectos.
Esta ave conspicua proclama su presencia con su fuerte llamada Kuk-uk-uk-uk-uk y otros sonidos.

## Subespecies
Se reconocen las siguientes subespecies:
- P. purpureus purpureus (J.F. Miller, 1784)
- P. purpureus guineensis (Reichenow, 1902)
- P. purpureus senegalensis (Vieillot, 1822)
- P. purpureus niloticus (Neumann, 1903)
- P. purpureus marwitzi (Reichenow, 1906)
- P. purpureus angolensis (Reichenow, 1902)

## Galería

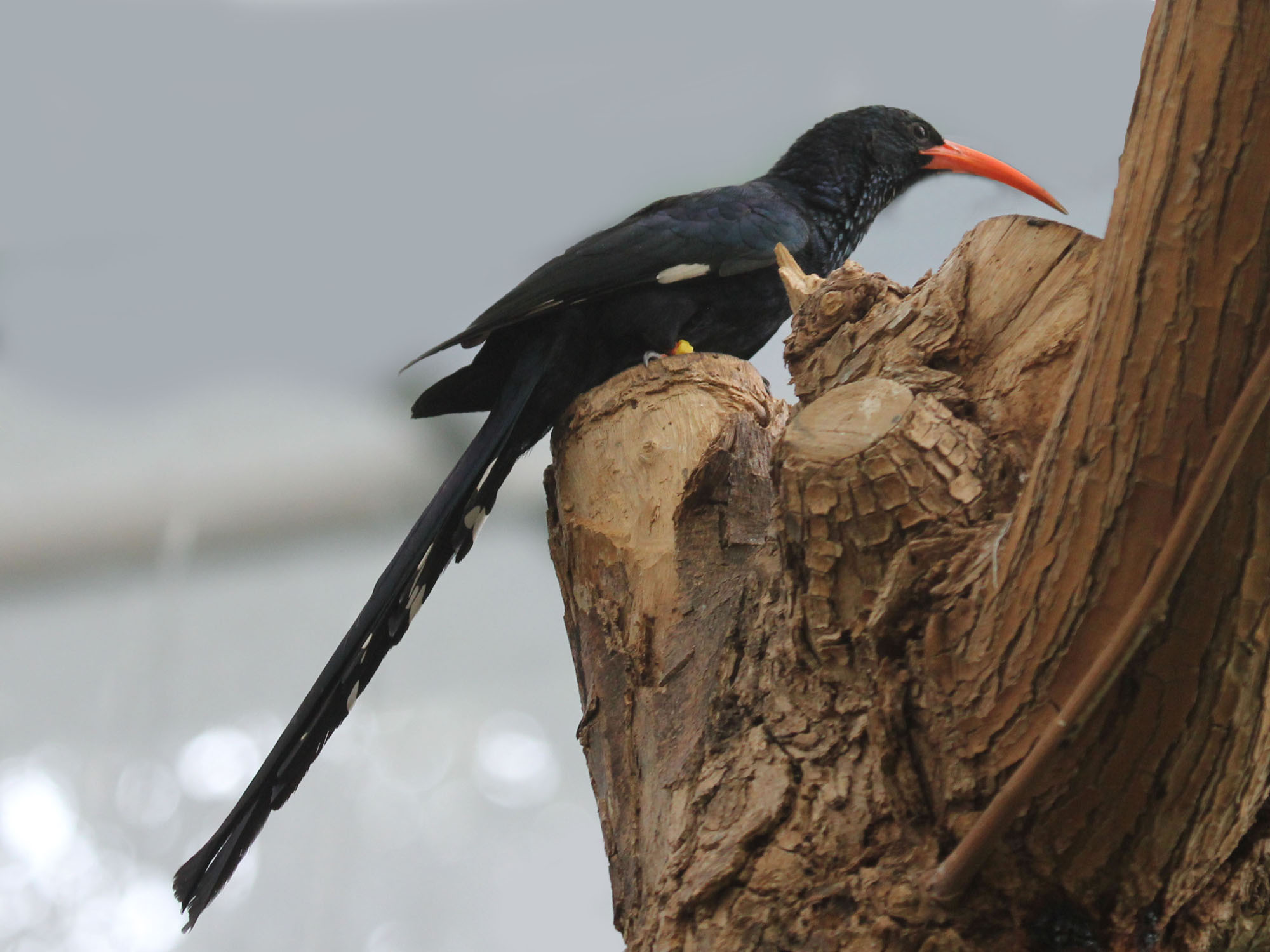
Zoológico de San Diego
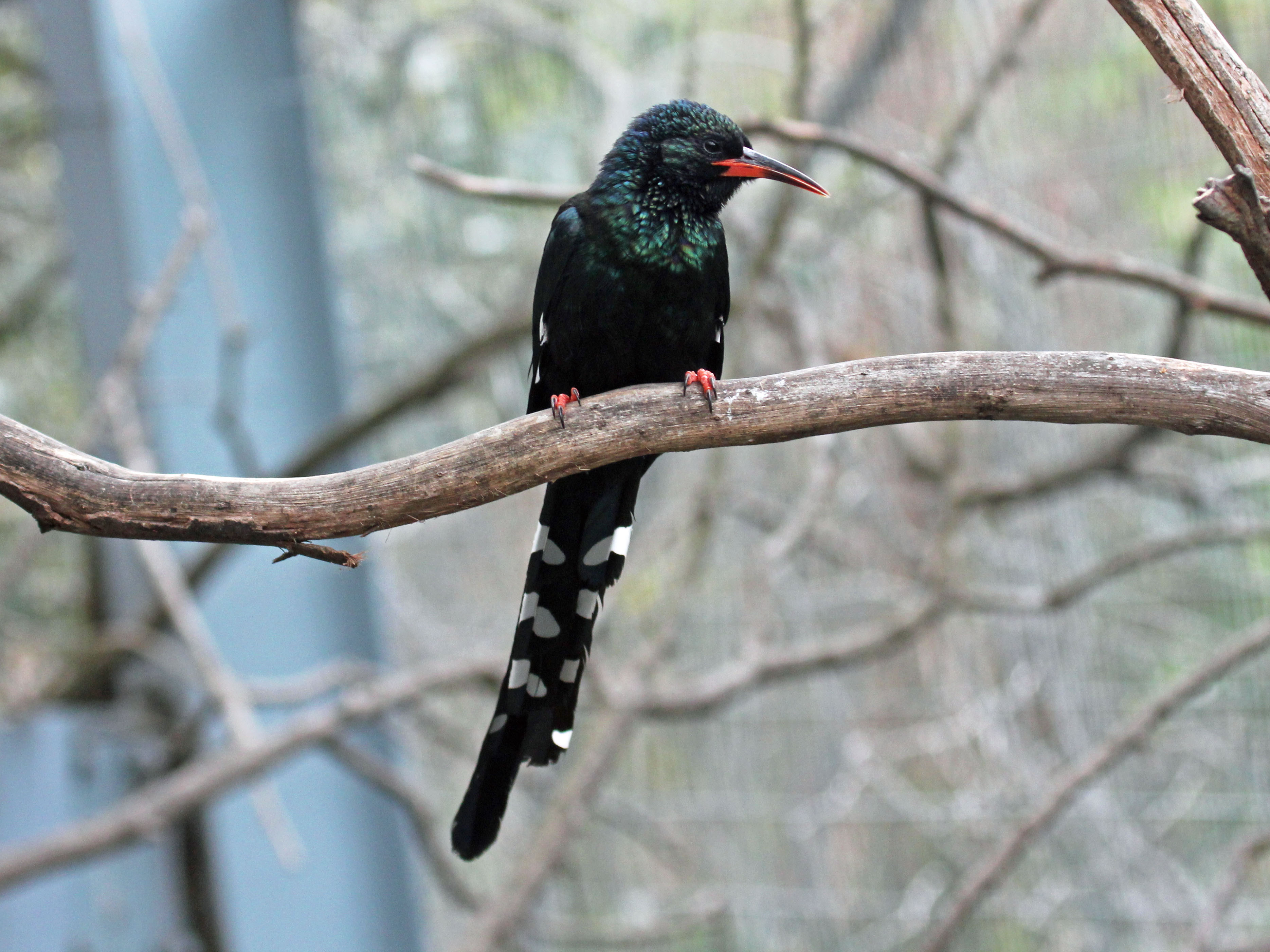
Zoológico de San Diego
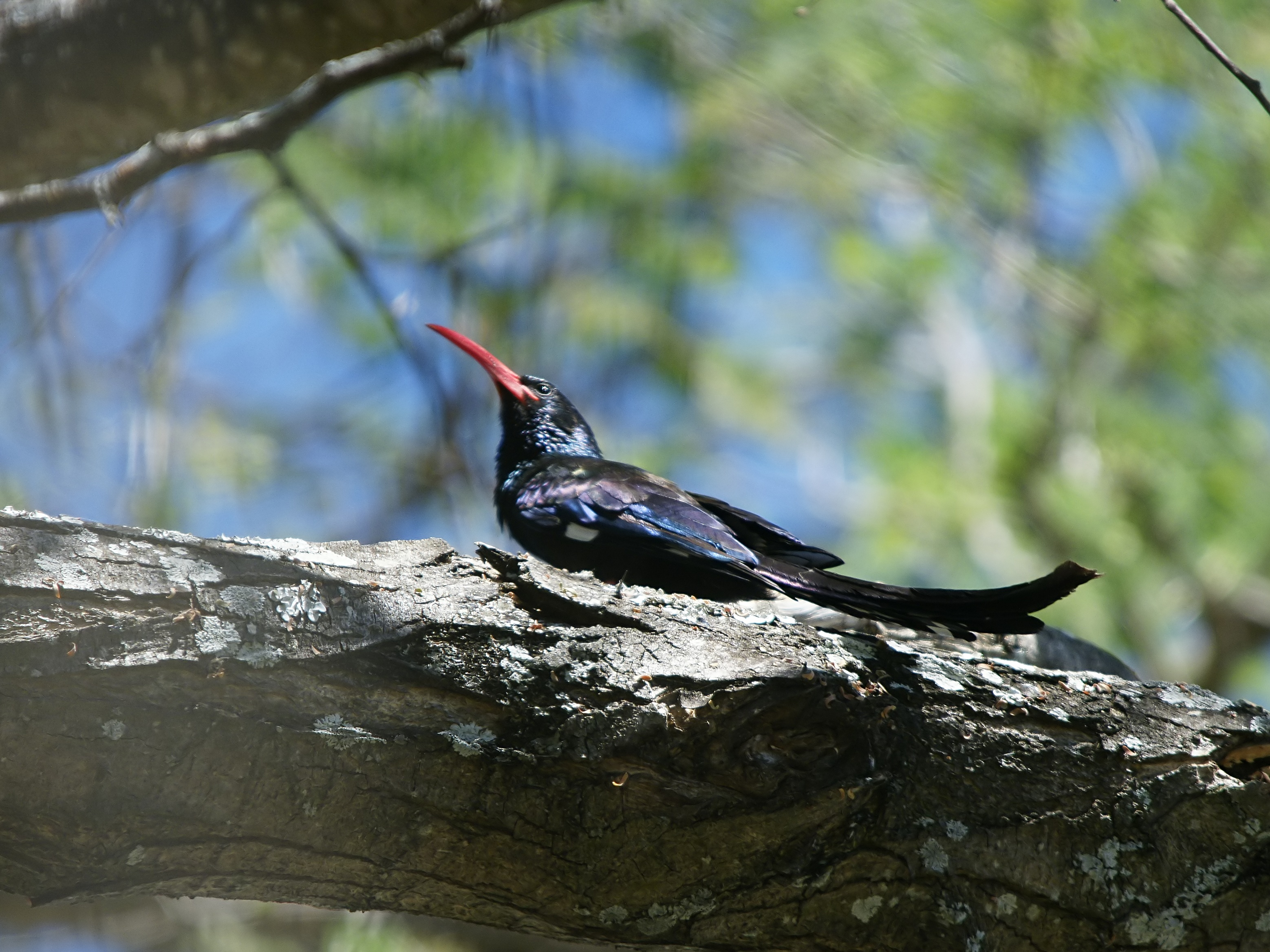
Zambia
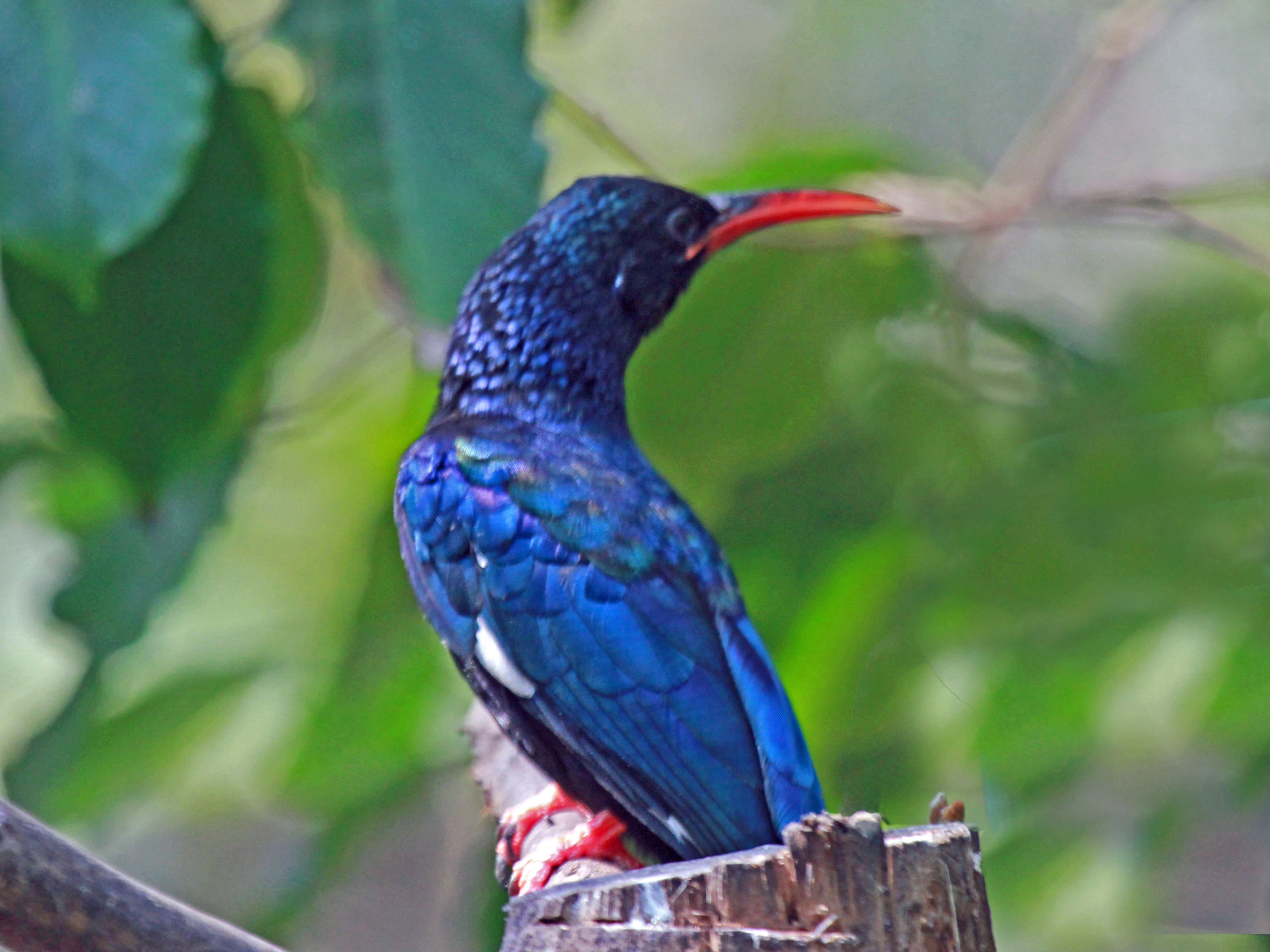
Zoológico de Carolina del Norte
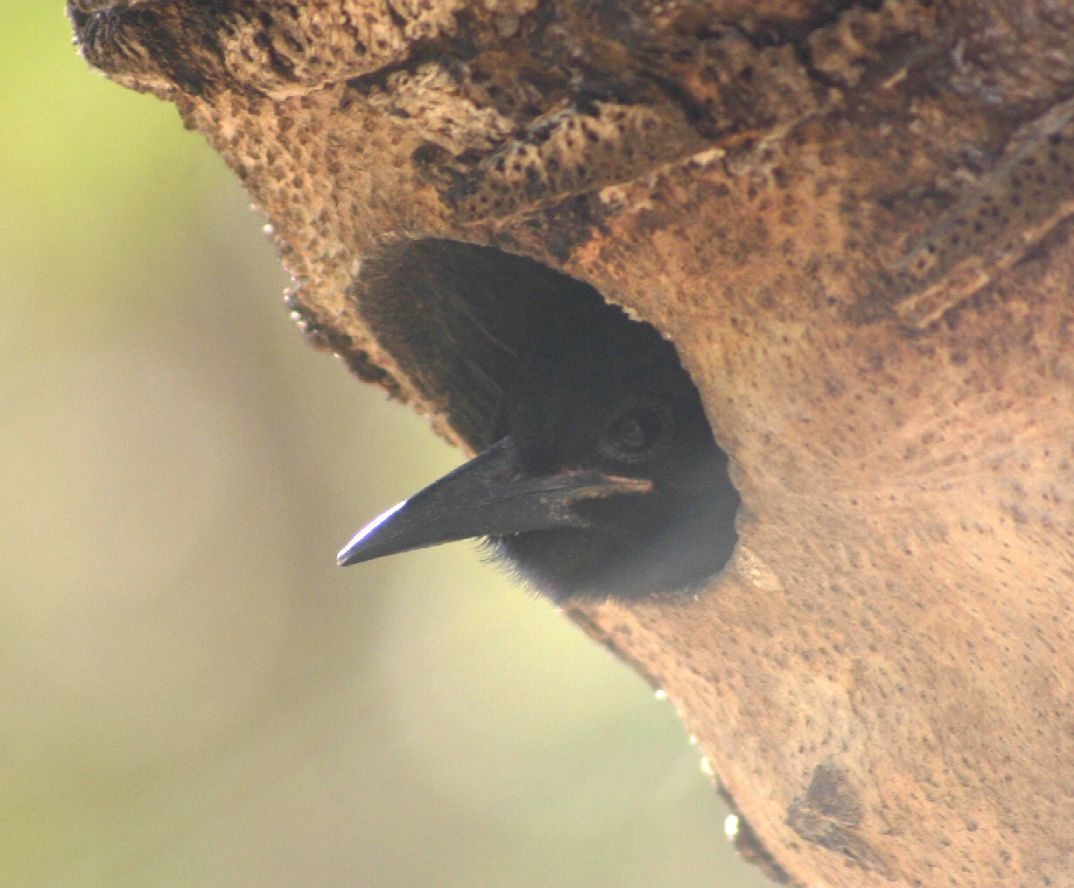
Pichón inmaduro con pico negro en un hueco previamente perteneciente a un barbudo